# Erica Chenoweth

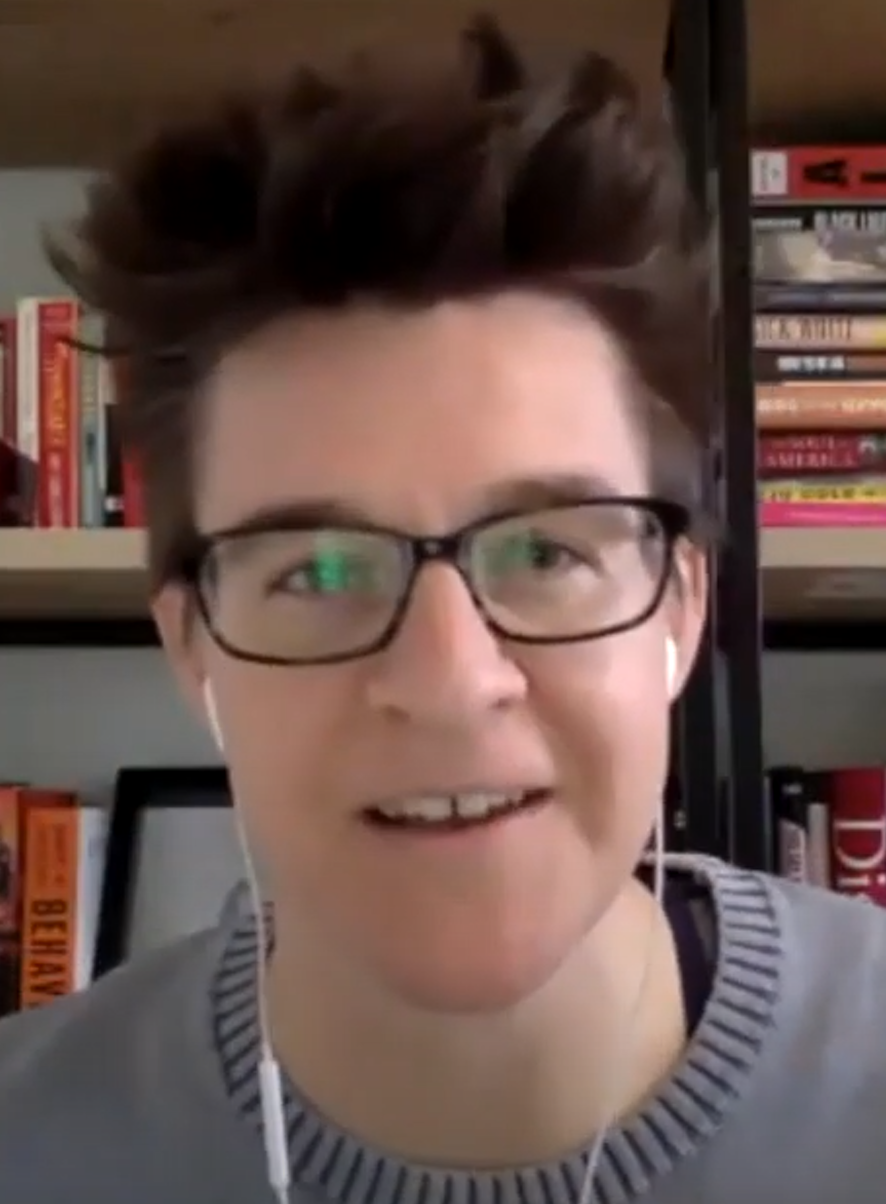
Erica Chenoweth 2020

Erica Chenoweth (* 22. April 1980) ist eine US-amerikanische Politikwissenschaftlerin und Professorin für öffentliche Ordnung an der Harvard Kennedy School und dem Radcliffe Institute for Advanced Study. Sie ist bekannt für ihre Forschungsarbeit über gewaltfreie zivile Widerstandsbewegungen und ist die Schöpferin der 3,5-Prozent-Regel.

## Ausbildung
Erica Chenoweth erwarb ihren B.A. an der University of Dayton, gefolgt von einem M.A. und einem Ph.D. an der University of Colorado. Zuvor unterrichteten sie bis 2012 an der Wesleyan University und absolvierten Postdoktorandenstipendien an der Harvard University und der University of Maryland. Chenoweth ist seit 2012 Mitglied der Fakultät der University of Denver und seit 2018 Mitglied der Harvard-Fakultät.

## Werdegang
Von 2012 bis 2018 war Erica Chenoweth Professorin an der University of Denver. Sie war Fakultätsmitglied und Ko-Direktorin des PhD-Programms an der Josef Korbel School of International Studies. Außerdem leitete sie das Programm der Universität zur Erforschung von Terrorismus und Aufständen. Außerdem waren sie als Forscherin am Peace Research Institute Oslo (PRIO) tätig.
Seit 2018 ist sie Professorin für Public Policy an der Harvard Kennedy School und dem Radcliffe Institute for Advanced Study der Harvard University.

## Arbeiten
Gemeinsam mit Maria J. Stephan, die damals im US-Außenministerium tätig war, verfasste Chenoweth das Buch Why Civil Resistance Works. Chenoweth und Stephan organisierten ein internationales Team von Wissenschaftlern, um alle wichtigen gewalttätigen und gewaltfreien Bemühungen um einen Regierungswechsel im zwanzigsten Jahrhundert zu ermitteln. Sie übersetzten die Ergebnisse in eine Theorie des zivilen Widerstands und dessen Erfolgsquote bei politischen Veränderungen im Vergleich zum gewaltsamen Widerstand.
Ihr Team verglich über 200 gewaltsame Revolutionen und über 100 gewaltfreie Kampagnen. Ihre Daten zeigen, dass 26 % der gewaltsamen Revolutionen erfolgreich waren, während 53 % der gewaltfreien Kampagnen erfolgreich waren. Betrachtet man zudem die Veränderungen in der Demokratie (Polity-IV-Werte), so zeigt sich, dass Gewaltlosigkeit die Demokratie fördert, während Gewalt die Tyrannei begünstigt.
In den Forschungsdaten war jede Kampagne, an der sich mindestens 3,5 Prozent der Bevölkerung aktiv beteiligten, erfolgreich, und viele waren mit weniger erfolgreich. Alle Kampagnen, die diese Schwelle erreichten, waren gewaltfrei; keine gewalttätige Kampagne erreichte diese Schwelle.
Ihre Forschungsarbeit über gewaltfreien zivilen Widerstand inspirierte die Bewegung Extinction Rebellion.

## Auszeichnungen
Im Jahr 2012 wurde Why Civil Resistance Works mit dem Woodrow Wilson Foundation Award der American Political Science Association für das beste Buch ausgezeichnet, das in den USA im vorangegangenen Kalenderjahr über Regierung, Politik oder internationale Angelegenheiten veröffentlicht wurde.
Chenoweth erhielt zusammen mit Stephan auch den Grawemeyer-Award 2013 der University of Louisville für Ideen zur Verbesserung der Weltordnung. Zu den früheren Gewinnern dieses Preises gehören Michail Gorbatschow und Robert Keohane.
Im Dezember 2013 wurde Chenoweth von der Zeitschrift Foreign Policy zu einer der Top 100 Global Thinkers des Jahres ernannt, „weil sie Gandhi Recht gegeben hat“, und ihre Arbeit zum Nachweis der Wirksamkeit gewaltfreier politischer Bewegungen gewürdigt. Im Jahr 2013 wurde Erica auch mit dem Karl-Deutsch-Preis (Internationale Beziehungen) ausgezeichnet, weil sie „den bedeutendsten Beitrag zum Studium der Internationalen Beziehungen und der Friedensforschung durch eine Veröffentlichung geleistet hat“.
Chenoweth wurde außerdem von der International Studies Association mit dem Preis „Best Group Blog of the Year“ für den Blog Violence @ a Glance ausgezeichnet, den sie zusammen mit Barbara F. Walter gegründet hat.
2022 wurde Chenoweth in die American Academy of Arts and Sciences gewählt.